# مانربیو
مانربیو (به ایتالیایی: Manerbio) یک کومونه در ایتالیا است که در استان برشا واقع شده‌است.

## خصوصیات
مانربیو ۲۷٫۸۱ کیلومترمربع مساحت و ۱۳٬۱۹۵ نفر جمعیت دارد و ۶۴ متر بالاتر از سطح دریا واقع شده‌است.